# Woodworthia chrysosireticus
Espèce
Synonymes
- Hoplodactylus chrysosireticus Robb, 1980

Statut de conservation UICN

 NT  : Quasi menacé
Statut CITES
Woodworthia chrysosireticus est une espèce de gecko de la famille des Diplodactylidae.

## Répartition
Cette espèce est endémique de Nouvelle-Zélande. Elle se rencontre à Taranaki sur l'île du Nord et sur l'île de Kapiti.

## Publication originale
- Robb, 1980 : New Zealand Amphibians and Reptiles in Colour. Collins, Auckland, p. 1-128.